# 古都歷史的風土保存相關特別措置法
《古都歷史的風土保存相關特別措置法》（日语：古都における歴史的風土の保存に関する特別措置法），通稱《古都保存法》，是日本規定歷史的風土地區指定、地區內開發規制、對其土地所有者補償的法律。法令番號為昭和41年法律第1號，1966年（昭和41年）1月13日公佈。

## 概要
以神奈川縣镰仓市住環境保全運動為契機，保存奈良市、明日香村、橿原市、櫻井市、天理市、京都市、大津市古都與其他政令指定地域（奈良縣生駒郡斑鳩町、神奈川縣鎌倉市與逗子市）歷史風土，連結次世代為目的。

## 歷史的風土保存區域限制事項
在歷史的風土保存區域，以下行為須向府縣知事（政令指定都市為市長，下同）申請。
1. 建築物及其他工作物新建、改建、增建
2. 住宅建造、土地開墾及其他土地形質變更
3. 木竹採伐
4. 土石類採取
5. 政令所規定其他可能影響歷史的風土保存的行為

## 歷史的風土特別保存地區限制事項
歷史的風土特別保存區域（特別保存地區）以歷史的風土保存區域為中心，指定後以下行為須經府縣知事許可。
1. 建築物及其他工作物新建、改建、增建
2. 住宅建造、土地開墾及其他土地形質變更
3. 木竹採伐
4. 土石類採取
5. 建築物及其他工作物色彩變更
6. 屋外廣告展示與張貼
7. 政令所規定其他可能影響歷史的風土保存的行為

## 指定都市與指定地區
下為截至2017年（平成29年）3月31日的指定状況。
| 自治體名           | 歷史的風土保存區域                       | 歷史的風土保存區域 | 歷史的風土特別保存地區 |
| 自治體名           | 區域名稱                                 | 地區名稱           | 地區名稱               |
| ------------------ | ---------------------------------------- | ------------------ | ---------------------- |
| 神奈川縣镰仓市     | 鎌倉市及逗子市歷史的風土保存區域         | 朝比奈             | 朝比奈切通             |
| 神奈川縣镰仓市     | 鎌倉市及逗子市歷史的風土保存區域         | 八幡宮             | 淨妙寺                 |
| 神奈川縣镰仓市     | 鎌倉市及逗子市歷史的風土保存區域         | 八幡宮             | 瑞泉寺                 |
| 神奈川縣镰仓市     | 鎌倉市及逗子市歷史的風土保存區域         | 八幡宮             | 護良親王墓             |
| 神奈川縣镰仓市     | 鎌倉市及逗子市歷史的風土保存區域         | 八幡宮             | 永福寺跡               |
| 神奈川縣镰仓市     | 鎌倉市及逗子市歷史的風土保存區域         | 八幡宮             | 建長寺、淨智寺、八幡宮 |
| 神奈川縣镰仓市     | 鎌倉市及逗子市歷史的風土保存區域         | 八幡宮             | 壽福寺                 |
| 神奈川縣镰仓市     | 鎌倉市及逗子市歷史的風土保存區域         | 長谷極樂寺         | 大佛、長谷觀音         |
| 神奈川縣镰仓市     | 鎌倉市及逗子市歷史的風土保存區域         | 長谷極樂寺         | 極樂寺                 |
| 神奈川縣镰仓市     | 鎌倉市及逗子市歷史的風土保存區域         | 長谷極樂寺         | 稻村崎                 |
| 神奈川縣镰仓市     | 鎌倉市及逗子市歷史的風土保存區域         | 山之內             | 圓覺寺                 |
| 神奈川縣镰仓市     | 鎌倉市及逗子市歷史的風土保存區域         | 大町材木座         | 妙本寺、衣張山         |
| 神奈川縣镰仓市     | 鎌倉市及逗子市歷史的風土保存區域         | 大町材木座         | 名越切通               |
| 神奈川縣逗子市     | 鎌倉市及逗子市歷史的風土保存區域         | 大町材木座         |                        |
| 京都府京都市       | 京都市歷史的風土保存地區                 | 醍醐               | 醍醐                   |
| 京都府京都市       | 京都市歷史的風土保存地區                 | 桃山               |                        |
| 京都府京都市       | 京都市歷史的風土保存地區                 | 東山               | 修學院                 |
| 京都府京都市       | 京都市歷史的風土保存地區                 | 東山               | 瓜生山                 |
| 京都府京都市       | 京都市歷史的風土保存地區                 | 東山               | 大文字山               |
| 京都府京都市       | 京都市歷史的風土保存地區                 | 東山               | 清水                   |
| 京都府京都市       | 京都市歷史的風土保存地區                 | 東山               | 阿彌陀峰               |
| 京都府京都市       | 京都市歷史的風土保存地區                 | 東山               | 泉涌寺                 |
| 京都府京都市       | 京都市歷史的風土保存地區                 | 東山               | 稻荷山                 |
| 京都府京都市       | 京都市歷史的風土保存地區                 | 山科               | 山科                   |
| 京都府京都市       | 京都市歷史的風土保存地區                 | 上高野             | 上高野                 |
| 京都府京都市       | 京都市歷史的風土保存地區                 | 大原               | 寂光院                 |
| 京都府京都市       | 京都市歷史的風土保存地區                 | 大原               | 三千院                 |
| 京都府京都市       | 京都市歷史的風土保存地區                 | 鞍馬               |                        |
| 京都府京都市       | 京都市歷史的風土保存地區                 | 岩倉               | 岩倉                   |
| 京都府京都市       | 京都市歷史的風土保存地區                 | 上賀茂松崎         | 上贺茂                 |
| 京都府京都市       | 京都市歷史的風土保存地區                 | 上賀茂松崎         | 神山                   |
| 京都府京都市       | 京都市歷史的風土保存地區                 | 上賀茂松崎         | 松崎                   |
| 京都府京都市       | 京都市歷史的風土保存地區                 | 西賀茂             | 西賀茂                 |
| 京都府京都市       | 京都市歷史的風土保存地區                 | 御室、衣笠         | 金閣寺                 |
| 京都府京都市       | 京都市歷史的風土保存地區                 | 御室、衣笠         | 御室、衣笠             |
| 京都府京都市       | 京都市歷史的風土保存地區                 | 御室、衣笠         | 雙岡                   |
| 京都府京都市       | 京都市歷史的風土保存地區                 | 高雄、愛宕         |                        |
| 京都府京都市       | 京都市歷史的風土保存地區                 | 嵯峨嵐山           | 嵯峨野                 |
| 京都府京都市       | 京都市歷史的風土保存地區                 | 嵯峨嵐山           | 曼荼羅山               |
| 京都府京都市       | 京都市歷史的風土保存地區                 | 嵯峨嵐山           | 小倉山                 |
| 京都府京都市       | 京都市歷史的風土保存地區                 | 嵯峨嵐山           | 嵐山                   |
| 京都府京都市       | 京都市歷史的風土保存地區                 | 桂                 |                        |
| 奈良县奈良市       | 奈良市歷史的風土保存區域                 | 春日山             | 春日山                 |
| 奈良县奈良市       | 奈良市歷史的風土保存區域                 | 平城宮跡           | 平城宮跡               |
| 奈良县奈良市       | 奈良市歷史的風土保存區域                 | 平城宮跡           | 聖武天皇陵             |
| 奈良县奈良市       | 奈良市歷史的風土保存區域                 | 平城宮跡           | 山陵                   |
| 奈良县奈良市       | 奈良市歷史的風土保存區域                 | 西之京             | 唐招提寺               |
| 奈良县奈良市       | 奈良市歷史的風土保存區域                 | 西之京             | 藥師寺                 |
| 奈良縣橿原市       | 天理市、橿原市及櫻井市歷史的風土保存區域 | 大和三山           | 香久山                 |
| 奈良縣橿原市       | 天理市、橿原市及櫻井市歷史的風土保存區域 | 大和三山           | 畝傍山                 |
| 奈良縣橿原市       | 天理市、橿原市及櫻井市歷史的風土保存區域 | 大和三山           | 耳成山                 |
| 奈良縣橿原市       | 天理市、橿原市及櫻井市歷史的風土保存區域 | 大和三山           | 藤原宮跡               |
| 奈良縣櫻井市       | 天理市、橿原市及櫻井市歷史的風土保存區域 | 石上三輪           | 三輪山                 |
| 奈良縣櫻井市       | 天理市、橿原市及櫻井市歷史的風土保存區域 | 鳥見山             |                        |
| 奈良縣櫻井市       | 天理市、橿原市及櫻井市歷史的風土保存區域 | 磐余               |                        |
| 奈良縣天理市       | 天理市、橿原市及櫻井市歷史的風土保存區域 | 石上三輪           | 石上神宮               |
| 奈良縣天理市       | 天理市、橿原市及櫻井市歷史的風土保存區域 | 石上三輪           | 崇神景行天皇陵         |
| 奈良縣生駒郡斑鳩町 | 奈良縣生駒郡斑鳩町歷史的風土保存區域     | 斑鳩               | 法隆寺                 |
| 滋贺县大津市       | 大津市歷史的風土保存區域                 | 比叡山、坂本       | 延曆寺東塔、西塔       |
| 滋贺县大津市       | 大津市歷史的風土保存區域                 | 比叡山、坂本       | 延曆寺橫川             |
| 滋贺县大津市       | 大津市歷史的風土保存區域                 | 比叡山、坂本       | 延曆寺飯室谷           |
| 滋贺县大津市       | 大津市歷史的風土保存區域                 | 比叡山、坂本       | 西教寺                 |
| 滋贺县大津市       | 大津市歷史的風土保存區域                 | 比叡山、坂本       | 日吉大社               |
| 滋贺县大津市       | 大津市歷史的風土保存區域                 | 近江大津京跡       | 崇福寺跡               |
| 滋贺县大津市       | 大津市歷史的風土保存區域                 | 近江大津京跡       | 近江神宮               |
| 滋贺县大津市       | 大津市歷史的風土保存區域                 | 園城寺             | 園城寺                 |
| 滋贺县大津市       | 大津市歷史的風土保存區域                 | 音羽山             |                        |
| 滋贺县大津市       | 大津市歷史的風土保存區域                 | 石山寺             | 石山寺                 |

- 明日香村第1種歷史的風土保存地區
  - 飛鳥宮跡
  - 石舞臺
  - 岡寺（日语：岡寺）
  - 高松塚

## 外部連結
- 古都における歴史的風土の保存に関する特別措置法 （页面存档备份，存于） e-Gov法令檢索
- 古都における歴史的風土の保存に関する特別措置法（古都保存法） （页面存档备份，存于）（國土交通省）
- 保存地区指定状況 （页面存档备份，存于）（國土交通省）